# Courant de Humboldt
Pour les articles homonymes, voir Humboldt.

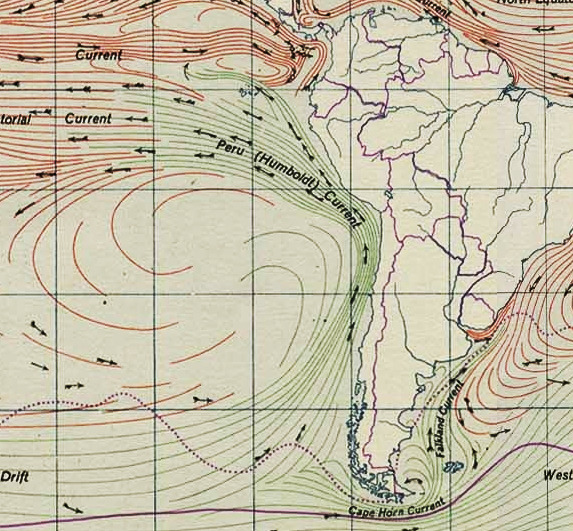
Courant de Humboldt

Le courant de Humboldt ou courant du Pérou est un courant marin de surface, parcourant l'océan Pacifique. Prenant naissance près de l'Antarctique, il est froid, environ 7 à 8 degrés inférieur à la température moyenne de la mer à la même latitude. Il longe les côtes du Chili et du Pérou et, riches en plancton, ses eaux sont très poissonneuses.
Il a été découvert par le scientifique espagnol José de Acosta (1540-1600) dans son Histoire naturelle et morale des Indes (1590) et décrit par le naturaliste allemand Alexander von Humboldt dans son ouvrage Voyage aux régions équinoxiales du nouveau continent. . . (Paris, 1807) Il a été nommé d'après le naturaliste Alexandre de Humboldt.
Durant le phénomène d'El Niño, il disparaît et laisse sa place à un courant chaud, diminuant le plancton et augmentant alors les précipitations de la façade pacifique de l'Amérique du Sud.